# サンリオギャラリー
サンリオギャラリー（英文表記：Sanrio Gallery）は、かつて東京都中央区銀座二丁目に存在したサンリオ直轄の店舗（コンセプトショップ）である。

## 概要
1980年代初頭から、サンリオは新宿伊勢丹で開催していた「サンリオフェスティバル」を核とした、将来的なソーシャル・コミュニケーション事業開拓へのノウハウと知見を広げるための施策を続けていた。そうした歴史背景の中で、単なるキャラクター商品の開発と販売だけを目的とせず、継続的な新規事業開拓と開発が社命であると確信をした辻信太郎は同社内に直轄部署を設置し、新規事業企画会社と企画プランの開拓に邁進をすることとなった。
1985年から1986年にかけて、サンリオ本社内の社長室直轄部署として設置された「新規事業開拓プロジェクト」を基礎として企画・事業化を開始した後、「新時代のソーシャルコミュニケーションプロジェクト」の一つを事業化して、1987年12月5日に「サンリオギャラリー」がオープンした。店舗の正式名称は「銀座 サンリオギフトゲート」であったが、通称として「銀座 サンリオギャラリー」と呼称されていた。
オープン当初から変わらぬコンセプトは「物を売る場から環境の楽しさ、夢、感動を売る場へ」。このコンセプトは当時の辻信太郎社長とプロジェクトチームメンバーによる共同作業によって生み出され、閉店まで堅持された。オープン当初の報道向け発表資料には「スペシャル・エレクトロニクス・マジカルファンタジーショップ・サンリオギャラリー」という記述もあった。またコンセプトの中には「感動する心と夢を持った人たちへ」の記述もあり、年齢層や性別などを区別せず意識しない、幅広く開かれたショップを標榜していた。

### 他の施設への影響
サンリオギャラリーのオープン前（約12カ月前）の1987年1月に「新規事業開拓プロジェクト」は、サンリオが描く将来の新規事業開拓を目的とした企画会社「サンリオ・コミュニケーションワールド」（SCW社）を設立し、同ギャラリーの開店と並行する形で、新規事業開拓の一環としてテーマパーク開発も行っていた。サンリオギャラリー店内の1階フロアーと2階フロアーの主な設定は、後にオープンするサンリオファンタージェンの店舗構成やサンリオピューロランドのピューロビレッジやフェアリーランドシアターなどの開発ノウハウに活かされた。当時の文献には、サンリオの西口由一常務のコメントで「サンリオギャラリーでは、同社が手掛けて開発した自社開発のソーシャルコミュニケーションテクノロジーの約10分の1を実際の形にしてお見せしたもので、1989年（※当時）に開設予定の『多摩サンリオコミュニケーションワールド（T.S.C.W）』ではその100パーセントをお見せします」と公式に発表していた。
なお、サンリオピューロランドでは教育施設としての側面も併せ持っていて、学校など教育機関向け特別プログラムのひとつの「電話の不思議」では、「銀座サンリオギャラリー」を相手局に、テレビ電話やファクシミリ通信に関する実験をレビューしていた時期があった。

### 店舗情報
- 所在地：東京都中央区銀座2丁目7-17[1]
- 営業時間：11時-19時
- 定休日：火曜日

## 沿革
- 1985年 - サンリオ本社内社長直轄部署として「新規事業開拓プロジェクト」を設置[3]。
- 1986年 - 将来の新規事業開拓のためのリサーチと企画化・事業化プロジェクトを推進。
- 1987年12月5日 - プロジェクトの事業化第一号として、東京都中央区銀座に「サンリオギャラリー」を開店。
- 1990年4月末 - 2階とは異なる1階の店内設備を2階と同様とするため、1階のリニューアル工事に着手[9]。
- 1991年 - 1階がリニューアルオープン。
- 1996年1月末 - 新規事業プロジェクトが一定の成果と業績を記録し、その役割を終えたとして、サンリオギャラリーを閉店[3][10]。

## 施設
東京都中央区銀座二丁目7-17の商業ビル「岩崎ビル」内の2フロアを賃借する形でオープン。総面積約704平方メートル。総工費5億円、年間売上高約12億円（開店当初）を目標としていた。開店当時は銀座に突如としてディズニーランドが出現したと関係者の間で騒然となり、その後は修学旅行のコースに組み込まれるなど銀座の新名所となった。店舗内は入口から出口までハイテクを駆使した「五つの物語」で構成されていた。
なお、岩崎ビルはサンリオギャラリー撤退後に入居したティファニーに2003年6月に売却され、ビルの名称も「ティファニー銀座ビル」と変更、2008年にリフォームが実施されて現在に至る。

### 1階
フロアー面積は約303平方メートル。「ビレッジ・オブ・ドリームス（夢の村）」で働く村人たちが作った「小さな贈り物」を売っている、という設定で、ここで「村人たちが作った贈り物」は、飛行船「サンシャインエキスプレス号」（店内のレジ施設）でフェアリーランドとファンタージェンに運ばれる仕組みであった。店内にはザシキブタが指揮をする音楽仕掛けの樹「ミュージシャンズ・ツリー」も存在した。
1987年から1990年までの3年間は、1階フロアーは8店舗の「ミニ店舗」構成。当初は大人の来店客を意識したため、8店舗内では西ドイツ製とフランス製のワイン（合計500種類）、輸入食材、女性用小物、ユニセックス商品、英国製小物、輸入陶器などを販売していた。
開店当初は1階と後述する2階とではショップ空間が異なるのは、店内環境や雰囲気が客の購買力に影響するかを調査する目的でもあったが、その後に2階が明らかに繁盛したため、1990年4月下旬よりフロア内のリニューアル工事に着手、1991年のリニューアル後からは、2階のショップ空間と同様の装飾の1フロア1店舗構成に変更された。

### 2階
フロアー面積は約401平方メートル。タイムトランスポーター（店内エスカレーター）に乗り、降りると「フェアリーランド（妖精の国）」に到着する。ここでは「妖精の国に住む妖精たちが作った贈り物を売っている」という設定で、後に開館したサンリオピューロランドの「フェアリーランドレストラン」(後の「フェアリーランドシアター」)はサンリオギャラリーの内装を基礎に発展させた形式であった。
28パターンの特殊効果装置を組み込んだギミックを店内の各所に配置し、白鳥をモチーフにした船「フレンドシップ号」、フロア中央には回転木馬（メリーゴーランド）、「フクロウ先生の学校」、顔のある樫の木「ミスターツリー」、声や周囲の音をマイクで集音し電子エフェクトで加工した音声を遅延スピーカーから拡声させる井戸「のぞみの井戸」、当時のオーディオアニマトロニクスを駆使したギミックを搭載した「ハローキティのお城」や「ピクニックランド」「フェアリーラウンジ」などが存在した。

### 店内2階・主な設備
- のぞみの井戸「エコー・ウェル」：（オーディオ集音・遅延・拡声DSP技術を駆使した井戸）
- 船（フレンドシップ号）:天井高約4メートルの店内空間を活かした造作の白鳥をモチーフとした船。長さ約5.5メートル。FRP製,船長がおすすめ商品を店内に自動告知を行った。
- 回転木馬「カルーセル」:照明効果によって静止している木馬が回転しているように見えるタイプの木馬。
- 樫の木(しゃべる木)「ミスター・ツリー」:センサー感知式の顔のある樹木で、一定率で来客があると自動反応をして顔の表情が変化をした。
- フクロウ先生の学校:特殊マジックミラーと電子アニメーション合成によるギミックを搭載したマジックボード形式の学校。
- キャンディキッチン：ノーム（妖精）がキャンディを作る様子を立体式アニメーションで視覚提示をするミニアトラクション。
- ハローキティのお城(ハローキティキャッスル):普段着姿のハローキティが、鏡の前でお姫さまの姿に一瞬で変身をする電子合成アニメーション技術を駆使したミニアトラクション。
- 子供部屋の窓:小型の窓を一定の順番で覗き見ると、部屋がサンリオ商品で装飾をされて行く「変化合成提示アトラクション」。

以上28パターンの電子合成アニメーションのギミック企画設計は、米国ランドマークエンターテイメント社によるもの。